# Осор
Осор је насељено место у саставу града Малог Лошиња у Приморско-горанској жупанији, Република Хрватска.

## Географија
Осор се налази на острву Цресу.

## Историја
Током раног средњовјековног раздобља, Осор је био под врховном влашћу Византијског царства, а у административном погледу је припадао тадашњој византијској теми Далмацији. На заседању Седмог васељенског сабора (787) учествовао је и епископ Лаврентије из Осора.
До територијалне реорганизације у Хрватској насеље се налазило у саставу старе општине Црес-Лошињ.

## Становништво
На попису становништва 2011. године, Осор је имао 60 становника.